# 夢の降る街 (映画)
『夢の降る街』（ゆめのふるまち、The Butcher's Wife）は、1991年のアメリカ合衆国のロマンティック・コメディ映画。監督はテリー・ヒューズ、出演はデミ・ムーアとジェフ・ダニエルズなど。予知能力を持つ不思議な美女の婿探しを描いている。原題の直訳は「肉屋の妻」。主演のムーアが第12回ゴールデンラズベリー賞で『絶叫屋敷へいらっしゃい』での演技と合わせて最低主演女優賞にノミネートされた（受賞はならず）。

## キャスト
※括弧内は日本語吹替
- マリーナ・レムキ: デミ・ムーア（井上喜久子） - 予知能力のある島育ちの女性。
- アレックス・トレマー: ジェフ・ダニエルズ（菅生隆之） - 精神科医。
- リオ・レムキ: ジョージ・ズンザ（内海賢二） - 肉屋の主人。マリーナの夫に。
- ステラ・キーフォヴァー: メアリー・スティーンバージェン（高島雅羅） - 教会歌手。
- グレース: フランシス・マクドーマンド（小宮和枝） - ブティックの店員。アレックスの親友でレズビアン。
- ロビン・グレイヴス: マーガレット・コリン（深見梨加） - 女優。アレックスの恋人。
- ユージーン: マックス・パーリック（英語版）（石田彰） - 元不良少年。リオの店のバイト店員に。
- ジーナ: ミリアム・マーゴリーズ（秋元千賀子） - 道ばたでくつろいでいる中年女性。
- モリー: ヘレン・ハンフト（英語版）（巴菁子） - 道ばたでくつろいでいる中年女性。
- リドル氏: クリストファー・デュラング（安西正弘） - アレックスの患者。
- ルイス: ルイス・アヴァロス - バーテンダー。
- トレンドイド: ダイアン・サリンジャー（横尾まり） - 年下のアーティスト好きの女性。

## 作品の評価
Rotten Tomatoesによれば、16件の評論のうち高評価は25%にあたる4件で、平均点は10点満点中4.46点となっている。